# Веселин Ђуретић
Веселин Ђуретић (Мојановићи, код Подгорице, 17. мај 1933 — Београд, 18. фебруар 2020) био је српски историчар, научни саветник Балканолошког института САНУ и члан Сената Републике Српске.

## Биографија
Ђуретић је био научни саветник Балканолошког института САНУ и аутор значајних радова на тему НОБ-а. Ширу пажњу на свој рад скренуо је 1985. својим двотомним делом Савезници и југословенска ратна драма. У овом делу Ђуретић, између осталог, наводи да је југословенска војска у отаџбини други антифашистички покрет. Књига је примљена негативно међу режимским историчарима, а Ђуретић је искључен из СКЈ „због националне нетрпељивости и шовинизма“.
Током 1990-их година Ђуретић је био јаки присталица српске националистичке идеологије, близак Српској радикалној странци. Ђуретић је 1993. изабран за почасног сенатора Републике Српске, а крајем деценије ангажовао се у раду Одбора за истину о Радовану Караџићу.
Активно се залагао за очување државног заједништва Србије и Црне Горе у оквиру некадашње Савезне Републике Југославије (1992-2003), а потом и у оквиру Државне заједнице Србије и Црне Горе (2003-2006). Почетком 2001. године, укључио се у рад Одбора за одбрану једнаких права држављана Црне Горе, а почетком 2005. године постао је један од челних људи Покрета за европску државну заједницу Србије и Црне Горе.
Управни одбор Удружења књижевника Србије га је 30. марта 2012. предложио за дописног члана Српске академије наука и уметности.

## Признања
- Орден Немањића првог реда,
- Ордена Светог Саве првог реда,
- Сретењски орден трећег степена

- Признање Српске књижевне задруге, за књигу „Разарање српства у 20. вијеку”
- Награда „Слободан Јовановић”, за књигу „Савезници и југословенска ратна драма”

## Дјела
- Неке специфичности совјетске историографије Октобра и совјетског друштва, Београд, (1967)
- Народна власт у БИХ 1941-1945, Београд, (1981)
- Влада на беспућу, Београд, (1982)
- Косово у мрежи политичких манипулација, Њујорк, (1989)
- Савезници и југословенска ратна драма, I-II, Београд (1985)[6]
- Разарање Српства у XX веку, Београд, (1992)
- Употреба Русије и Запада, (Обмане савезника зарад великохрватске политике), Балканолошки институт / ИП „Наука“ Београд (1997)
- Насиље над Српским устанком, (Опсене народа у име „Русије и комунизма“), Балканолошки институт / ИП „Наука“ Београд (1997)
- Српска беспућа XX века, Београд, (2006)
- Рехабилитација ђенерала Михаиловића, Београд, (2012)
- Једно тумачење нововјековне српске историје у југословенском контексту, Београд, (2017)